# 9275 Persson
9275 Persson eller 1980 FS3 är en asteroid i huvudbältet som upptäcktes den 16 mars 1980 av den svenske astronomen Claes-Ingvar Lagerkvist vid La Silla-observatoriet i Chile. Den är uppkallad efter den svenske ämbetsmannen Jöran Persson.
Asteroiden har en diameter på ungefär 7 kilometer och den tillhör asteroidgruppen Eos.